# Chlaenius putzeysi
Chlaenius putzeysi is een keversoort uit de familie van de loopkevers (Carabidae). De wetenschappelijke naam van de soort is voor het eerst geldig gepubliceerd in 1876 door baron Maximilien de Chaudoir. De soort werd aangetroffen in de omgeving van Montevideo en is genoemd naar Putzeys, van wie de exemplaren afkomstig waren die de Chaudoir kon onderzoeken.